# Mountain View (Arkansas)
Mountain View is een plaats (city) in de Amerikaanse staat Arkansas, en valt bestuurlijk gezien onder Stone County.

## Demografie
Bij de volkstelling in 2000 werd het aantal inwoners vastgesteld op 2876.
In 2006 is het aantal inwoners door het United States Census Bureau geschat op 3060, een stijging van 184 (6,4%).

## Geografie
Volgens het United States Census Bureau beslaat de plaats een oppervlakte van
17,7 km², geheel bestaande uit land. Mountain View ligt op ongeveer 232 m boven zeeniveau.

## Plaatsen in de nabije omgeving
De onderstaande figuur toont nabijgelegen plaatsen in een straal van 32 km rond Mountain View.

## Geboren
- Dick Powell (1904-1963), acteur, filmregisseur, zanger en producer